# Xã Allendale, Quận Grand Forks, Bắc Dakota
Xã Allendale (tiếng Anh: Allendale Township) là một xã thuộc quận Grand Forks, tiểu bang Bắc Dakota, Hoa Kỳ. Năm 2010, dân số của xã này là 470 người.